# Férfi 12 órás pálya-kerékpározás az 1896. évi nyári olimpiai játékokon
A férfi 12 órás verseny egyike volt az öt pályakerékpár-versenynek az olimpián. Ez volt az egész olimpia utolsó versenye. Április 13-án reggel öt órakot kezdődött és délután öt órakor fejeződött be.
4 nemzet 7 versenyzője kezdte el a futamot.

## Érmesek
| Arany                         | Ezüst                                    | Bronz            |
| Adolf Schmal · Ausztria (AUT) | Frederick Keeping · Nagy-Britannia (GBR) | nem osztották ki |

## Eredmények
| Helyezés | Versenyző                         | Eredmény         |
| -------- | --------------------------------- | ---------------- |
| Arany    | Adolf Schmal (AUT)                | 314 997 m        |
| Ezüst    | Frederick Keeping (GBR)           | 314 664 m        |
| -        | Georgiosz Paraszkevopulosz (GRE)  | nem fejezte be   |
| -        | Loverdosz (GRE)                   | feladta 3 óránál |
| -        | A. Trüfiatisz-Tripiarisz (GRE)    | feladta 3 óránál |
| -        | Joseph Welzenbacher (GER)         | feladta 3 óránál |
| -        | Konsztantinosz Konsztantinu (GRE) | feladta 3 óránál |

A hét versenyző közül négyen már délelőtt feladták a versenyt, egy kerékpáros pedig idő előtt, délután. Az osztrák Adolf Schmal már a verseny legelején lekörözte az összes többi versenyzőt, és együtt rótta a köröket a brit Frederick Keepinggel a verseny nagy részében. A végén azzal az egy körelőnnyel nyert 314 997 métert megtéve 12 óra alatt. Az ezüstérmet megszerző Keeping 314 664 métert tett meg.